# Browsholme Tarn
Der Browsholme Tarn ist ein See in Lancashire, England. Er liegt westlich des Waddington Fell. Der Bashall Brook bildet seinen einzigen Zufluss im Osten und seinen Abfluss im Westen.